# Bandera de Tírvia
La bandera de Tírvia s'organitza de la manera següent:
Bandera apaïsada, de proporcions dos d'alt per tres de llarg, de color blau clar, amb una estrella groga de sis puntes, de 5/6 de l'alçada del drap, al centre, sobreposada a una altra de les mateixes dimensions i girada 90°, de manera que formin una estrella de dotze puntes, i carregada amb un cercle blau clar circumscrit a l'interior dels angles obtusos de l'estrella a l'interior del qual hi ha una lluneta minvant blanca separada 1/60 de la circumferència del cercle.

Bandera aprovada inicialment per l'ajuntament el 2023

Va ser aprovada per la direcció general d'Administració Local el 12 d'agost de 2024. La bandera aprovada inicialment per l'Ajuntament de Tírvia, el 5 d'octubre de 2023, era blava, només tenia una estrella de sis puntes i tenia una lluneta creixent en lloc de minvant.